# Exakionion

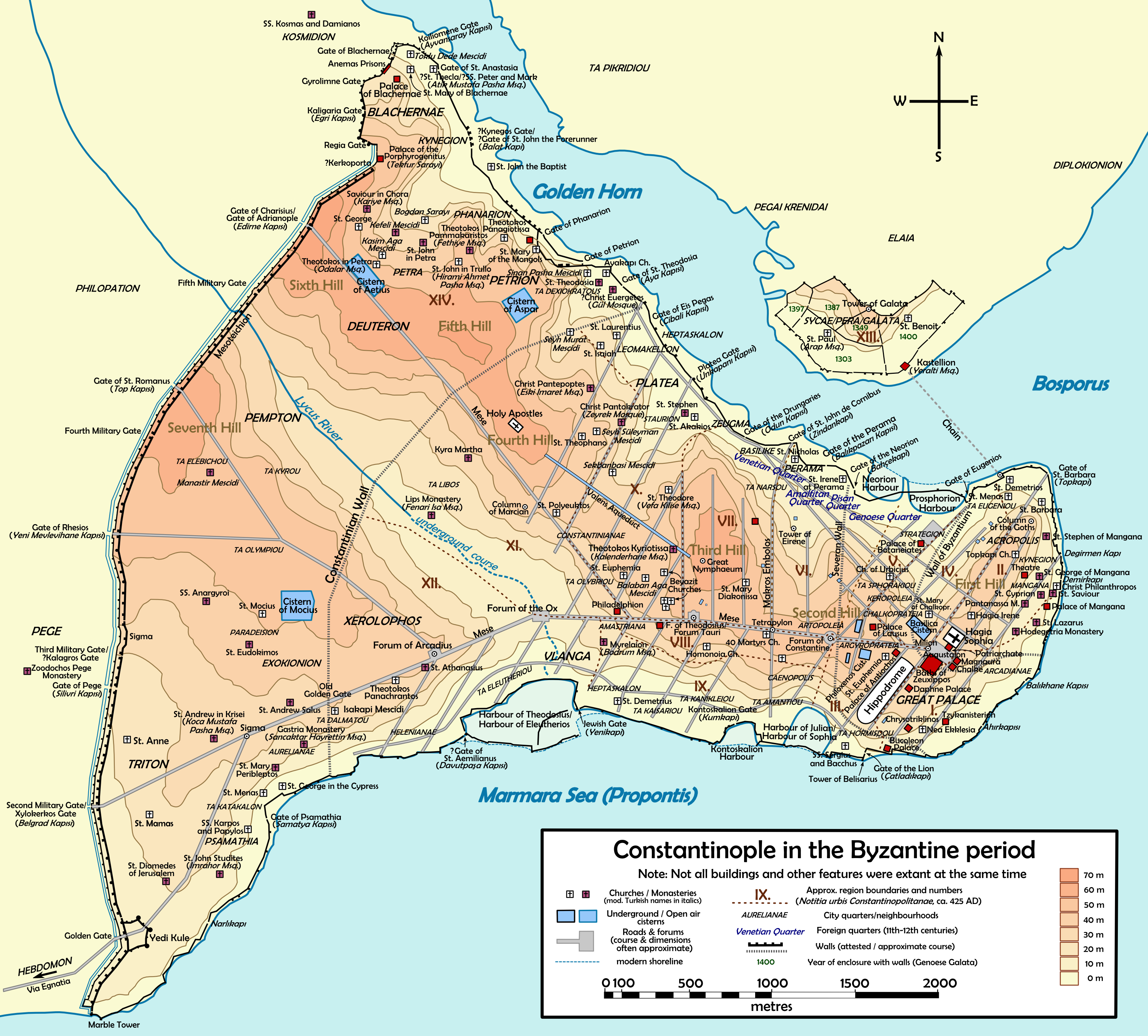
Carte de Constantinople sous l’Empire byzantin; l’Exakionion est situé au sud-ouest de la ville.

L’Exakionion ou Exokionion (en grec : Ἑξακιώνιον ou Ἑξωκιόνιον), était un quartier de Constantinople pendant l’Empire byzantin. Son emplacement exact et ses limites  varient considérablement selon les sources.

## Nom
Le nom est donné dans les textes sous différentes formes (ξακιώνιον, Ἑξακιόνι[ο]ν, Ἑξωκιόνιον, Ἑξωκιώνιν, Ἑξωκιώνην), mais selon Raymond Janin, il dériverait d’un nom comme  Ἑξωκιώνια qui signifie  « colonnade extérieure » (c.a.d. hors des murs de Constantin) et ferait allusion à une colonne que Constantin aurait fait ériger hors des murs et qui aurait été surmontée d’une statue de l’empereur,.
Le mot « (H)exakionion » signifie littéralement « avec six colonnes ». Il pourrait donc aussi faire référence à la « Vieille porte d’Or » située dans ce district et suggérer que, comme au palais de Dioclétien à Split, la partie supérieure de cette porte ait été décorée de six colonnes avec des niches entre elles sur la face extérieure.

## Emplacement

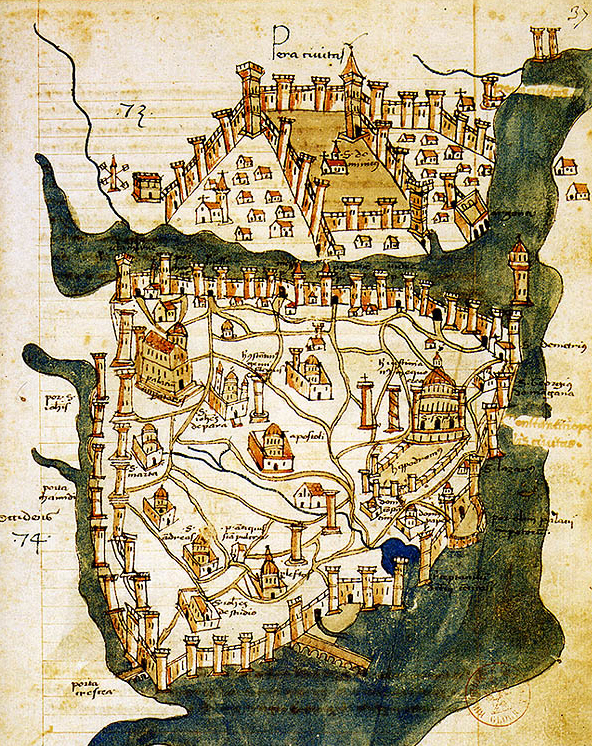
Carte de Constantinople établie en 1422 par Cristoforo Buondelmonti.

Les auteurs byzantins donnent ce nom à diverses hauteurs situées entre la Corne d’Or et la mer de Marmara dans la portion de la ville comprise entre le mur de Constantin et les murs de Théodose. Même s’il désignait spécifiquement un quartier de la ville  à l’intérieur de ces murs, le terme semble avoir été appliqué plus largement à l’ensemble de l’espace compris entre les murs.
Si l’on se base sur les descriptions des cérémonies et processions impériales que l’on trouve dans le De Ceremoniis de Constantin VII, le quartier aurait été situé au nord-est de la région désignée sous le nom de Sigma où la Mesē formait un embranchement dont un tronçon se dirigeait vers la porte de Xylokerkos et l’autre vers la porte d’Or. Selon la Patria de Constantinople, collection d'origine byzantine de textes sur l'histoire et les monuments de Constantinople rassemblés à la fin du Xe siècle, l’Exakionion était situé sur une colline au point le plus élevé de l’ancien mur de Constantin et retombait des deux côtés vers la mer,. Les sources indiquent clairement qu’il existait une porte à l’Exakionion dans le mur de Constantin, par laquelle la route venant de la porte d’Or des murs de Théodose entrait dans la vieille partie de la ville, et à partir d’où, entourée de portiques de chaque côté, elle traversait les différents forums de la ville jusqu’à la porte Chalkè du Grand Palais de Constantinople.
On peut ainsi identifier la porte située à l’Exakionion avec la « vieille » porte d’Or mentionnée dans la Notitia Urbis Constantinopolitanae, liste des quatorze régions administratives de Constantinople et de leurs édifices publics datant du Ve siècle. Cette même porte serait identique à celle portant le qualificatif de porta antiquissima pulchra dans la carte de Cristoforo Buondelmonti datant du XVe siècle,. Après la chute de Constantinople, elle fut connue sous le nom de Isakapi (en turc; litt : porte de Jésus) et demeura en place jusqu’à ce qu’un tremblement de terre la fît tomber en 1508/1509 ,. Si l’on se fie aux descriptions de la Patria ainsi qu’à Georges Kodinos, auteur du XIVe siècle, il se pourrait que cette « vieille porte d’Or » soit la même que la « vieille porte du Prodromos » (ἡ παλαιὰ πόρτα τοῦ Προδρόμου) du nom d’un monastère dédié à Saint-Jean-le-Précurseur situé non loin de là et édifié par Constantin le Grand près des murs de la ville. Il se pourrait également cependant que cette porte ait été située quelque peu plus au nord.

## Monuments
Outre la statue de Constantin le Grand, nombre de monuments ornaient ce district. L’empereur Maurice (r. 582-602) avait fait placer d’autres statues autour de celle de Constantin le Grand; Georges Kodinos affirme que des colonnes transportées de Cyzique se trouvaient encore là à son époque. On trouvait également dans les environs des bains publics, la villa de l’aristocrate du XIIe siècle Andronique Doukas Ange et trois églises dédiées respectivement à la Theotokos, à la Trinité et à saint Eudokime.

### Sources primaires
- Patria de Constantinople (en grec: Πάτρια Κωνσταντινουπόλεως aussi connue sous le nom latin de Scriptores originum Constantinopolitarum), Theodorus Praeger (compilateur) édition Teubner, 1901 pour le premier volume, 1907 pour le deuxième. [en ligne] https://archive.org/details/scriptoresorigi00preggoog/mode/2up.
- Constantin VII Porphyrogénète. Le Livre des Cérémonies, 2vol + commentaires. Paris. Les Belles-Lettres, 1967.

### Sources secondaires
- (fr) Guilland, Rodolphe. Études de topographie de Constantinople byzantine, Tome II. Berlin, Akademie-Verlag, 1969.
- (fr) Janin, Raymond. Constantinople byzantine. Développement urbain et répertoire topographique. Paris, Institut Français d'Études Byzantines, 1964 (2è édition) [1950].  (ISBN 978-9042931015).